# Canaux de Venise

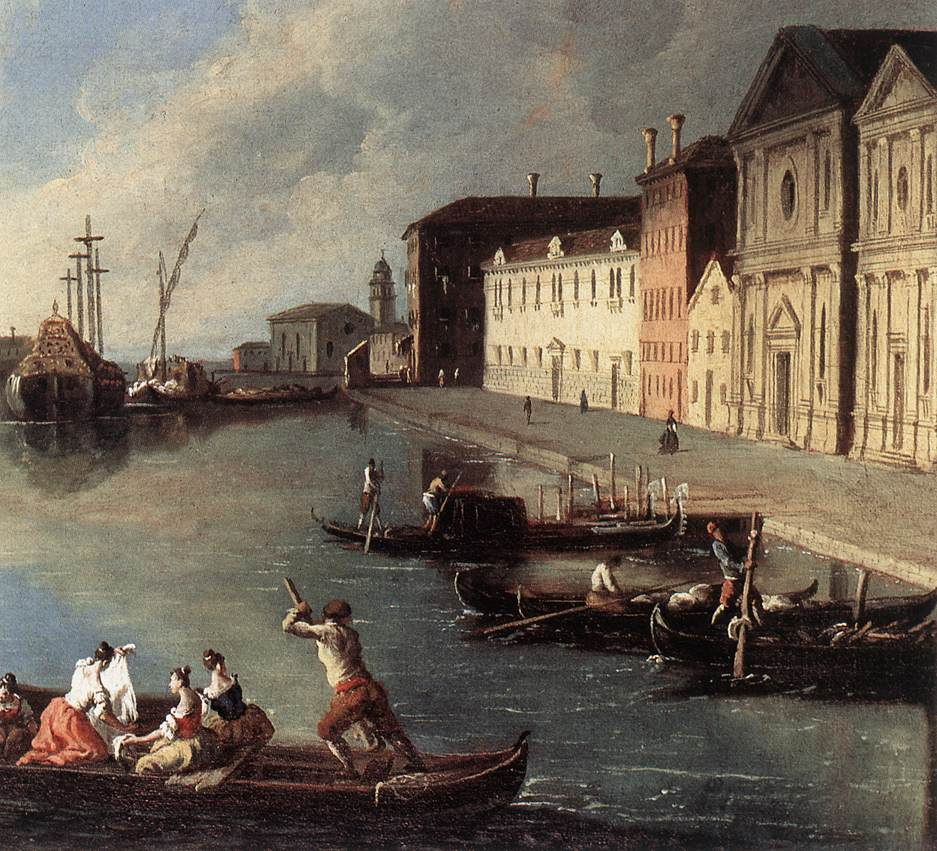
Vue sur le canal de la Giudecca, vers 1730, Johan Richter

Les canaux de Venise constituent le réseau de canaux (rii) de Venise. Les canaux sont regroupés administrativement par sestiere (quartier).

## Histoire
Au XIXe siècle, de profonds canaux ont été creusés pour accélérer le développement industriel de la ville. Ces changements structurels ont augmenté les phénomènes de marée haute. En 1910, de grands travaux d'excavation des canaux sont effectués.
Il faut remonter à 1929 pour trouver les eaux des canaux de la ville complètement gelées par le froid.

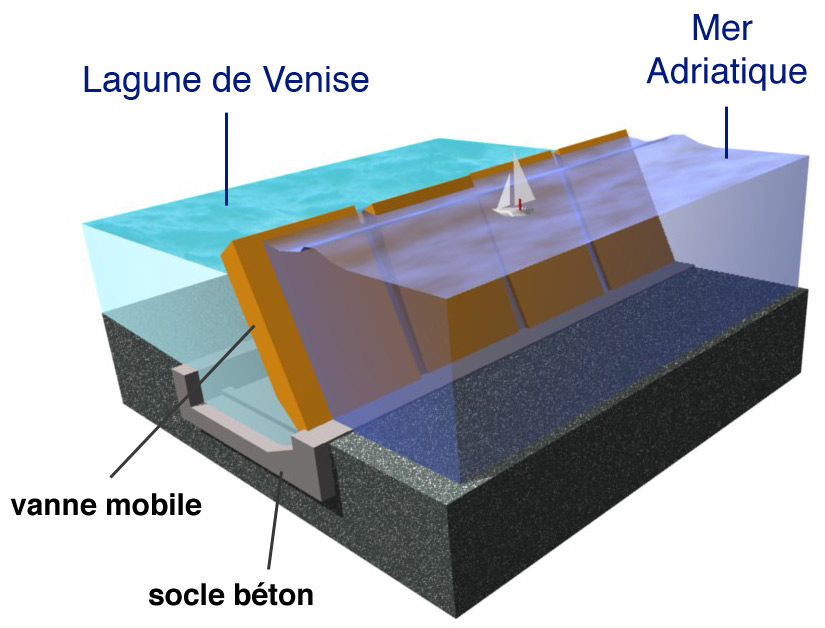
Principe du Système MOSE

Conçu en 1984 et lancé en 2003, le projet MOSE est un système de 78 digues flottantes conçu pour protéger les canaux de la ville de la montée des eaux. En 2019, le projet n'a toujours pas été complété. De 2000 à 2019, les canaux de la ville ont connu 140 acqua altas contre 171 le siècle précédent.
En février 2018, un phénomène de super lune bleue couplé à de faibles pluies provoquent l'assèchement complet des canaux de la ville, la troisième année consécutive que ce phénomène se produit. Cette situation provoque des complications sanitaires considérables vu que la ville ne dispose pas de système d'égout et rejette les eaux usées directement dans ses canaux,. En mars 2020, à la suite du confinement ordonné dans le cadre de la pandémie de Covid-19 en Italie, les eaux des canaux, libérées du trafic humain, redeviennent claires,.

## Entretien

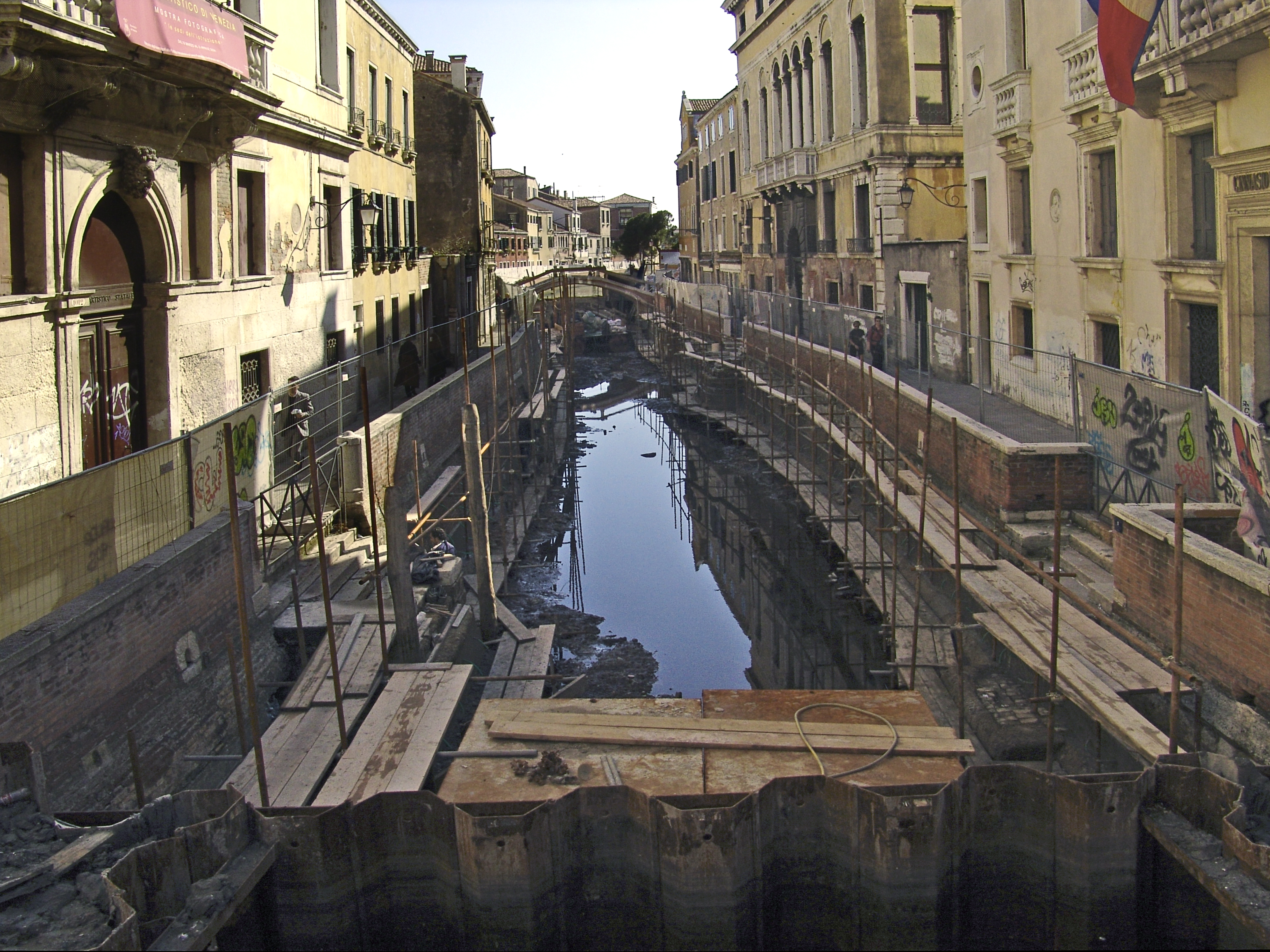
travaux d'entretien

Une étude réalisée pour la ville et publiée en 2005 révèle que les eaux des canaux sont contaminées par plusieurs substances toxiques. Les recherches se sont étalées de 1994 à 2004, et ont porté sur l'analyse de 295 000 m3 de sédiments récoltés dans les fonds des canaux. Les chercheurs ont collecté « 8 737 kg de nickel, 7 496 kg de chrome, 4 040 kg d'arsenic, 1 606 kg de cadmium, 900 tonnes de mercure, 709 tonnes d'hydrocarbures, 216 tonnes de plomb et 26 tonnes de pesticides ». Selon le Magistrato alle Acque, il existe 4 500 bouches d'évacuation des eaux dans la ville. Les hôtels, restaurants, hôpitaux, sites industriels, disposent d'un système aérobie pour sanitariser les eaux usées avant de les rejeter dans les canaux.
Les canaux de Venise sont délimités par 6 170 pieux en chêne fichés par groupe de trois. Ces pieux subissent l'érosion de l'eau salée des canaux. 150 sont remplacés par an, un coût de 400 000 euros pour la ville qui choisit en 2009 d'utiliser des pieux à base de plastique.
En 2015, un consortium d'universités européennes déploient une armée de drones (bioinspirés des moules, des poissons ou des nénuphars) pour surveiller les eaux des canaux de la ville, un projet nommé Collective Cognitive Robots ou Cocoro.
L'érosion causée par l'eau salée contre les parois des canaux nécessitent un entretien permanent et un budget important. Chaque fois que des fondations sont rénovées, il faut d'abord assécher les eaux des canaux connectés.

## Sécurité
La brigade aquatique de Venise est l'unité des forces de l'ordre déployée dans les canaux. Elle est sollicitée pour intervenir lorsque les canaux sont plus rapides que la voie terrestre, et opère des plongées dans le cadre d'enquêtes.

## Administration
L'autorité municipale vénitienne chargée des eaux des canaux est le Magistrato alle Acque, qui dispose d'un système centralisé pour gérer la totalité de son réseau de gestion des eaux.

### Sestiere de Cannaregio

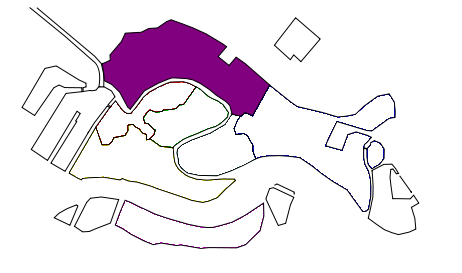

### Sestiere de Castello

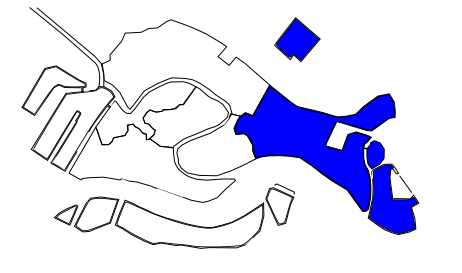

### Sestiere de San Marco

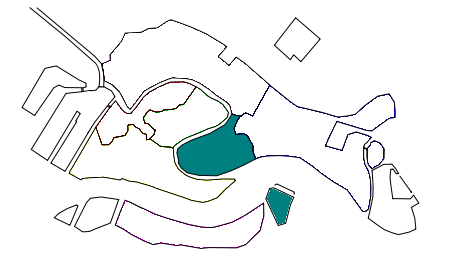

### Sestiere de Dorsoduro

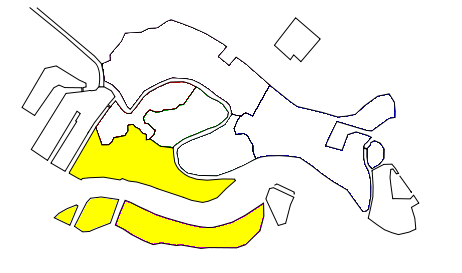

### Sestiere de Santa Croce

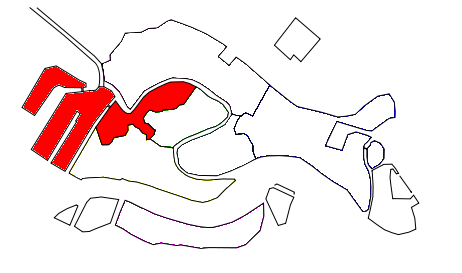

### Sestiere de San Polo

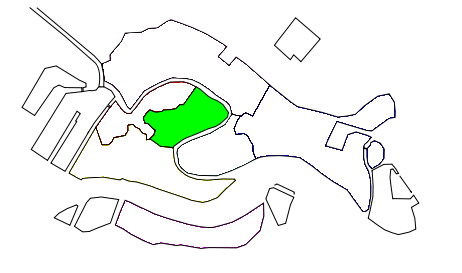

## Liste des canaux

### Burano

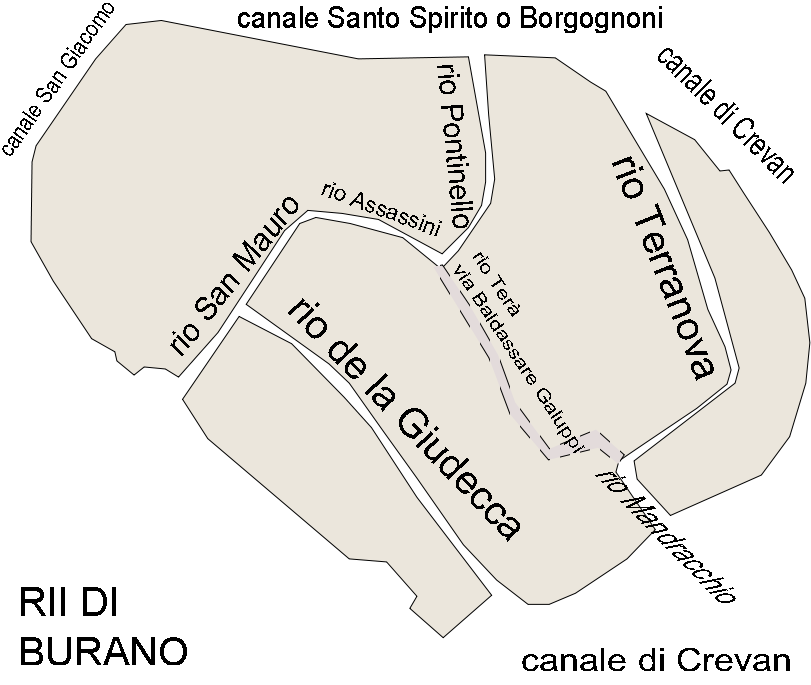
Carte des canaux de Burano.

Burano est délimitée par trois canaux :
- le canale San Giacomo à l'ouest, la sépare de Mazzorbo
- le canale Santo Spirito (ou Borgognoni) au nord, de Torcello
- le canale di Crevan à l'est, de Crevan

Au sud, Burano donne sur la lagune de Venise.
Burano en elle-même regroupe quatre îles (San Mauro à l'ouest, San Martino au centre, Terranova à l'est et Giudecca au sud), séparées par trois canaux :
- le rio Pontinello traverse Burano du nord au sud-ouest, séparant San Mauro de San Martino et de la Giudecca; sa partie nord-sud est appelée Rio Assassini et sa partie ouest Rio San Mauro
- le rio Zuecca (ou Giudecca) au sud sépare San Martino de la Guidecca
- le rio Teranova à l'est sépare San Martino de Terranova; son embouchure sud s'appelle le rio Mandracchio (Mandracchio signifie crique en italien)

Un dernier canal, le rio Baldassare Galuppi, est désormais comblé. Il traversait San Martino en reliant le rio Pontinello au rio Terranova.

### Mazzorbo
Mazzorbo est pénétré par deux canaux :
- le rio Morte à l'est qui se termine en impasse ;
- la canale di Santa Caterina à l'ouest.

### Lido di Venezia

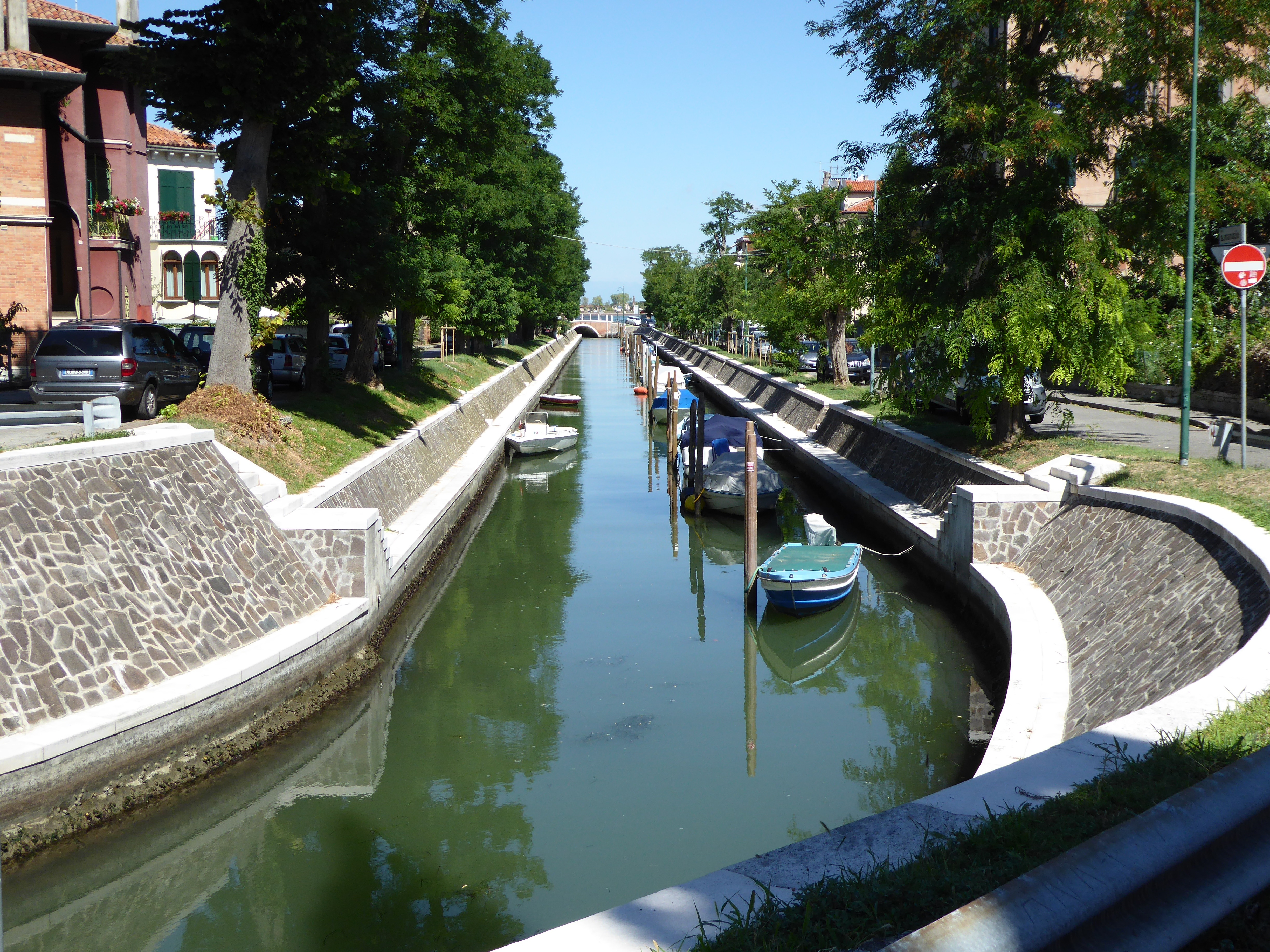
Canal des Viale Manuzio

Le Lido de Venise est pénétré par des canaux à son flanc ouest, à l'intérieur de la lagune :
- à l'extrême nord, un petit canal relie l'aéroport Nicelli ;
- au nord de la gare vaporetto, une boucle longe les viale Manuzio, Cipro et Loredan ;
- au sud de la gare vaporetto, un canal intérieur relié par cinq pénétrantes à la lagune longe la Via Lepanto. Les deux pénétrantes sud (Rio del Palazzo del Casino) relient la lagune au Casino du Lido.

## Dans la culture populaire
Le jeu de société Venice Connection consiste à construire un canal dans Venise.

### Pages liées
- Liste des ponts de Venise